# 照屋寛徳
照屋 寛徳（てるや かんとく、1945年7月24日 - 2022年4月15日）は、日本の政治家、弁護士（登録番号：13361）。衆議院議員（6期）、参議院議員（1期）、社会民主党副党首、同国会対策委員長（第9代）、沖縄県議会議員（2期）などを歴任した。
沖縄国際大学名誉教授の照屋寛之は本家筋にあたり、親戚である。

## 来歴
サイパン島の米軍捕虜収容所で生まれる。父、照屋寛栄は沖縄からの出稼ぎ労働者で、当時収容所で、死体片付け人として働いていた。1968年、琉球大学法文学部を卒業。1972年、司法修習を終え弁護士登録。
1988年、沖縄県議会議員選挙に無所属（日本社会党推薦）で出馬し、当選。2期目の任期途中に辞職し、1995年の第17回参議院議員通常選挙に無所属（社会、公明、沖縄社会大衆党推薦）で出馬。保守系無所属の大城真順を破り、初当選した。2001年の第19回参議院議員通常選挙では自由民主党の西銘順志郎に敗れ、落選。その後、社会民主党に入党。
2003年、第43回衆議院議員総選挙に沖縄2区から社民党公認で出馬し、当選。44、45回の総選挙でも沖縄2区で当選を重ねた。2010年、社民党国会対策委員長に就任。福島瑞穂党首の4選後、照屋の党幹事長への起用が持ち上がったが、照屋が社民党歴の浅さを理由に辞退している。

2012年の第46回衆議院議員総選挙では、同党からの全立候補者の中で唯一選挙区で当選した。
2013年2月25日に社民党、共産党、生活の党と無所属の沖縄県選出、出身国会議員5名で、「うりずんの会」を立ち上げ、会長に就任した。
同年7月21日、第23回参議院議員通常選挙の開票後、山城博治を当選させられなかったことの責任を取り、国対委員長辞任を表明したが、留任した。同年11月1日、全国代表者会議で国会対策委員長に再任された。
2014年の第47回衆議院議員総選挙でも沖縄2区で当選し5選。翁長雄志沖縄県知事を支持する「オール沖縄」の統一候補として出馬した。2017年の第48回衆議院議員総選挙でも沖縄2区で当選し6選。
2019年9月、次期衆院選に出馬しない意向を示した。2020年1月13日、北中城村長（当時）の新垣邦男に「バトンタッチしたい」と表明した。
社民党は、2020年11月14日に東京都内で臨時党大会を開き、立憲民主党への合流を希望する党員・地方組織の離党を容認する議案を賛成多数で可決し、分裂が確定的となった。国会議員4人のうち合流に反対していたのは福島瑞穂党首のみで、照屋を含む3人の去就が焦点となっていたが、議案可決後、照屋は「現段階では考えていない」と早期の離党を否定。12月4日には後継候補の新垣が社民党に残留する意向を示していることから、照屋も残留する意向を固めたと報じられた。2021年10月14日の衆議院解散に伴い政界を引退。
その後病気療養中だったが、2022年4月15日午後、胃癌により沖縄県中頭郡西原町の病院で死去。76歳没。

## 活動
- 2013年3月14日、参議院議員会館（東京・永田町）開催の「排外・人種侮蔑デモに抗議する国会集会」を呼びかけた[9]。
- 2019年2月20日に「WE the PEOPLE」で辺野古工事中止を求める署名活動を行ったロバート・カジワラが入国管理局で別室に呼ばれ多くの質問をされた際は照屋寛徳衆議院議員がかけあった[10][11]。

## 発言

### 普天間基地移設問題
- 2010年4月23日、沖縄県庁で知事の仲井眞弘多と会談した際に「今この政権の中で、官邸や外務、防衛の大臣、官僚たちが（同県名護市の）辺野古現行案で決着させようとしている動きがある」と指摘した上で、「沖縄にとっても最悪の選択で、認めるわけにはいかない。たとえ連立政権が現行案に戻るようなことがあっても、拒否してほしい」と知事に求めた[12]。

### 沖縄県知事選
- 2010年10月29日、那覇市で開かれた同年11月の沖縄県知事選において社民党が推薦する前宜野湾市長の伊波洋一を支援するためパーティーにおいて、「沖縄は『公職選挙法特区』ですから。逮捕を覚悟で腹をすえてやってもらいたい」「街頭行動を頑張ってもらいたい。公選法を守ろうと思っている人は（今日の飛行機の）最終便で（帰っていい）」「万一逮捕されたら弁護士は私でなく福島みずほを呼んで下さい」などと明言した。このパーティーには福島みずほ党首ら党幹部に加え、全国の地方組織から週末のビラ配りなどのために沖縄に来た約90人が参加していた。その場では誰一人この発言を問題視する者はいなかったが、朝日新聞の取材に対しては「士気を高めるために冗談で言った」と述べ、本気で選挙違反を促したものではないと釈明している[13]。

### 沖縄独立運動
- 2013年4月1日、自身のブログで『沖縄、ついにヤマトから独立へ』と題した文書を公表し、「明治いらいの近現代史の中で、時の政権から沖縄は常に差別され、今なおウチナーンチュは日本国民として扱われていない」との認識を表明し、「沖縄は一層日本国から独立した方が良い、と真剣に思っている」と発言した[14]。その上で、5月15日の沖縄の本土復帰41周年にあわせ、沖縄の日本からの独立を目指す「琉球民族独立総合研究学会」が設立されることに対して「大いに期待し、賛同する」と発言した[14]。なお沖縄の独立をめぐっては5月8日に中国共産党の機関紙、人民日報が、政府系シンクタンク・中国社会科学院の研究員らが執筆した「歴史的に未解決の琉球問題を再び議論できる時が来た」との論文を掲載し、また人民日報傘下の国際情報紙・環球時報が5月11日の社説で、沖縄の独立勢力を「育成すべきだ」などと中国政府に提案し、国際問題に発展した。沖縄県民からは「独立が『沖縄の総意』とは思わないでほしい」と危惧する声があがっている[15][16][17][18][19]。

### 社民党党首・福島瑞穂を批判
- 2020年11月14日、東京都内で開かれた党の分裂を巡る社民党臨時党大会で、党首の福島瑞穂に対し、「あなたが2003（平成15）年に党首になって、10年間で全国の社会党、社民党の党員の皆さん、先輩方が築いた遺産をすべて食いつぶした」と述べ、党首を公然と批判し[20]、「総選挙を勝利するには、あなたが衆院にくら替えして立候補しなさい」とも述べ、参院比例代表で当選を重ねてきた福島に対し衆院へのくら替え要求を突き付けた[21]。党大会後、照屋は発言の真意について、「福島自身が一定の知名度があるというなら、選挙区で勝負すればいい。そうすれば、比例代表に新たな人材を迎え入れることができる。それが党勢拡大っていうものだ。でも、比例代表にしがみついて、勝負をしてこなかった」と述べた[22]。照屋はかねてから福島の党運営に批判的で、社民党には残るものの、関係者は「照屋氏は党に籍を置くだけで、福島氏と仲良くやっていけるわけがない」と指摘している[23]。

## 政策
- 憲法9条の改正・集団的自衛権の行使容認に反対。
- アベノミクスを評価しない。
- 首相は靖国神社に参拝すべきでない。
- 村山談話、河野談話を見直すべきでない。
- ヘイトスピーチを法律で規制することに賛成[24]。
- 選択的夫婦別姓制度導入に賛成[25][26]。

## 所属団体・議員連盟
- 原発ゼロの会
- 公的責任における放課後児童クラブ（学童保育）の抜本的拡充を目指す議員連盟
- 空襲被害者等援護法（仮称）を実現する議員連盟
- 脳卒中対策推進議員連盟
- NPO議員連盟
- 連合組織内議員懇談会
- 自治労協力国会議員団
- ハンセン病問題の解決を進める議員懇談会
- ハンセン病対策議員懇談会
- 沖縄等米軍基地問題議員懇談会
- LRT推進議員連盟
- ドクターヘリ推進議員連盟
- 袴田巌死刑囚救援議員連盟
- 日中友好議員連盟
- アムネスティ議員連盟
- 死刑廃止を推進する議員連盟（幹事）
- 立憲フォーラム（顧問）
- 13条を考える会
- 子ども・被災者支援議員連盟
- 北方領土返還・四島交流促進議員連盟
- ダンス文化推進議員連盟
- 国会事故調の提言を実現・法制化する超党派議員連盟
- 世界遺産議員連盟
- 日本の国際協力を支援する会～特に青年海外協力隊の活動～を支援する国会議員の会
- 史跡保全議員連盟
- 「過労死防止法」制定を目指す超党派議員連盟
- 国際連帯税創設を求める議員連盟
- 夜間中学等義務教育拡充議員連盟
- 人種差別撤廃基本法を求める議員連盟
- うりずんの会（会長）